# Jefim Jurjewitsch Gurkin
Jefim Jurjewitsch Gurkin (russisch Ефим Юрьевич Гуркин; englische Transkription: Yefim Yuryevich Gurkin; * 13. November 1992 in Ufa) ist ein russischer Eishockeyspieler, der seit 2021 erneut bei Awtomobilist Jekaterinburg aus der Kontinentalen Hockey-Liga (KHL) unter Vertrag steht und dort auf der Position des Verteidigers spielt.

## Karriere
Jefim Gurkin begann seine Karriere als Eishockeyspieler in seiner Heimatstadt in der Nachwuchsabteilung von Salawat Julajew Ufa. Für dessen Juniorenmannschaft Tolpar Ufa lief er erstmals in der Saison 2009/10 in der neu gegründeten multinationalen Nachwuchsliga Molodjoschnaja Chokkeinaja Liga auf. Nach einer weiteren Spielzeit bei Tolpar, gab der Verteidiger in der Saison 2011/12 sein Debüt für die Profimannschaft von Salawat Julajew Ufa in der Kontinentalen Hockey-Liga, spielte jedoch auch weiterhin parallel für Tolpar Ufa in der MHL.
Im Rahmen des KHL Expansion Draft 2014 wechselte Gurkin im  Juni 2014 zum neu gegründeten HK Sotschi, kam aber in der Folge ausschließlich beim HK Kuban Krasnodar in der Wysschaja Hockey-Liga zum Einsatz (insgesamt 21 Partien). Im Juni 2015 wurde er an den HK Lada Toljatti abgegeben, für den er in den drei folgenden Jahren über 130 KHL-Spiele absolvierte. Nach der Saison 2017/18 wurde Lada Toljatti aus der KHL ausgeschlossen und Gurkin entschied sich, seine Karriere bei Awtomobilist Jekaterinburg fortzusetzen. Nach zwei Jahren dort wechselte er im Juli 2020 zum HK Sibir Nowosibirsk, ehe er 2021 zu Awtomobilist Jekaterinburg zurückkehrte.

### International
Für Russland nahm Gurkin an der U18-Junioren-Weltmeisterschaft 2010 teil. Im Turnierverlauf erzielte er in sieben Spielen je zwei Tore und zwei Vorlagen.